# 外国銀行
外国銀行（がいこくぎんこう）とは、外国の法令に準拠して外国において銀行業を営む者のことである。

## 概要
銀行法において以下の通り定義されている。
- 「外国銀行」
  - 第10条第2項第8号「外国の法令に準拠して外国において銀行業を営む者」
- 「外国銀行等」
  - 第4条第3項「外国の法令に準拠して外国において銀行業を営む者（その者と政令で定める特殊の関係のある者を含むものとし、銀行等を除く）」
- 「外国銀行支店」 - 第7章 外国銀行支店 第47条
  - 第1項「外国銀行が日本において銀行業を営もうとするときは、当該外国銀行は、内閣府令で定めるところにより、当該外国銀行の日本における銀行業の本拠となる一の支店（以下この章において「主たる外国銀行支店」という。）を定めて、第四条第一項の内閣総理大臣の免許を受けなければならない。」
  - 第2項「前項の規定により外国銀行が第四条第一項の内閣総理大臣の免許を受けたときは、その主たる外国銀行支店及び当該外国銀行の日本における他の支店その他の営業所（以下この章において「従たる外国銀行支店」という。）（以下この章において「外国銀行支店」と総称する。）」

## 外国銀行支店の一覧
外国銀行支店は、2023年（令和5年）1月4日現在において、56行が免許を受けている。